# Gilbert Dagron
Pour les articles homonymes, voir Dagron.
Gilbert Dagron, né le 26 janvier 1932 dans le 16e arrondissement de Paris et mort le 4 août 2015 dans la même ville, est un historien français, spécialiste de l'histoire byzantine,.

## Biographie
Né au sein d’une famille bourgeoise dont la fortune comme la renommée tiennent à son bisaïeul, l’inventeur et photographe René Dagron, qui fut le premier à déposer le brevet du microfilm (1859), ce fils d’ingénieur, après des études secondaires aux lycées Janson-de-Sailly et Louis-le-Grand, intègre l’École normale supérieure d’Ulm (1953). Sitôt obtenue l’agrégation de lettres classiques (1956), Gilbert Dagron enseigne au lycée de Laon entre 1956 et 1957.
Chargé de mission auprès de la Direction générale des Affaires culturelles et techniques du ministre des Affaires étrangères, attaché, puis conseiller culturel auprès de l’Ambassade de France en Russie entre 1962 et 1964, il est chargé de recherches au Centre national de la recherche scientifique entre 1964 et 1969. En 1972, il consacre sa thèse à la naissance de Constantinople et de ses institutions. Il poursuit sa carrière académique à l'Université Paris I-Sorbonne et à I'Université Lumière Lyon 2, avant de devenir professeur au Collège de France de 1975 à 2001, administrateur du même institution entre 1997 et 2000 puis professeur honoraire à partir de 2001. En 2004, il est nommé par arrêté du ministre de l’Éducation nationale, de l’Enseignement supérieur et de la Recherche, président du jury des membres séniors de l'Institut Universitaire de France.
Membre, puis président, de l’Association des Études grecques et de l'association internationale des études byzantines. Il est également président de l’Assemblée des professeurs, de l'Association des anciens élèves de l'École normale supérieure et membre du conseil scientifique de l’Institut français d'études anatoliennes, de l’association pour l’Antiquité tardive, de la Société des Historiens médiévistes et de l’Istituto siciliano di Studi bizantini e neoellenici. Il était par ailleurs membre, puis président (2003), de l'Académie des inscriptions et belles-lettres, de l’Académie des Lyncéens, de l'Académie des Sciences de Turin, de Académie d'Athènes, du Medieval Academy of America et de l’American Academy of Arts and Sciences.

## Publications

### Ouvrages
- Naissance d'une capitale. Constantinople et ses institutions de 330 à 451 (Bibliothèque byzantine), Paris, Presses universitaires de France, 1974, 578 p.
- Leçon inaugurale au Collège de France, 30 janvier 1976, Paris, 1976.
- Ed., Vie et miracle de sainte Thècle, texte grec, traduction et commentaire, Bruxelles, Subsidia Hagiographica, 1978, 456 p.
- Ed., avec P. Lemerle et S. Cirkovic, Archives de l'Athos. Tome II : Actes de saint Pantéléèmôn, Paris, 1982, 238 p.
- La romanité chrétienne en Orient : héritages et mutations, Londres, Variorum Reprints, 1984, 330 p.
- Constantinople imaginaire. Études sur le recueil des Patria, Paris, Bibliothèque byzantine, 1984, 358 p. Prix Diane-Potier-Boès 1985
- Ed., Le traité sur la guérilla de l'empereur Nicéphore Phocas (963-969), Paris, 1986, 358 p.
- Ed., avec D. Feissel, Inscriptions de Cilicie, Paris, Travaux et mémoires du Centre de recherche, d'histoire et de civilisation byzantines, 1987, 297 p.
- « Le christianisme byzantin du VIIe au milieu du XIe siècle », in Histoire du christianisme. Tome 4, Paris, Desclée de Brouwer, 1993, p. 7–371.
- Empereur et prêtre. Étude sur le "césaropapisme" byzantin, Paris, Gallimard, 1996, 435 p.
- Ed., avec J. Beaucamp, La transmission du patrimoine. Byzance et l'aire méditerranéenne, Paris, Travaux et mémoires du Centre de recherche, d'histoire et de civilisation byzantines, 1998.
- « L'organisation et le déroulement des courses d'après le Livre des cérémonies », in Travaux et mémoires du Centre de recherche, d'histoire et de civilisation byzantine, Paris, 2000, p. 1–200.
- Décrire et peindre. Essai sur le portrait iconique, Paris, Gallimard, 2007, 298 p.
- L'hippodrome de Constantinople, Paris, Gallimard, 2011, 448 p.
- Idées byzantines, 2 tomes, Paris, Centre d’histoire et civilisation de Byzance du Collège de France, 2012

### Articles
- « Le portrait iconique : entre histoire, littérature et histoire de l’art », Perspective, 1 | 2009, p. 5-8 [mis en ligne le 22 juillet 2014, consulté le 28 janvier 2022. URL : http://journals.openedition.org/perspective/1436 ; DOI : https://doi.org/10.4000/perspective.1436].

## Distinctions

### Décorations
- Officier de la Légion d'honneur[7].
- Commandeur de l'ordre des Palmes académiques[7].
- Croix de la Valeur militaire[7].

### Récompenses
- Docteur honoris causa de l'Université d'Athènes
- Prix Diane Potier-Boès de l'Académie française[8]
- Prix de l'essai de la Revue des deux Mondes[9]